# Dóc
Dóc is een plaats (község) en gemeente in het Hongaarse comitaat Csongrád. Dóc telt 813 inwoners (2002).